# イスラエルの銀行の一覧
イスラエルの銀行の一覧

## 中央銀行
- イスラエル銀行　(Bank of Israel)

## 主力銀行
- ハポアリム銀行 (Bank Hapoalim)
- レウミ銀行 (Bank Leumi)
- イスラエル・ディスカウント銀行 (Israel Discount Bank)
- ファーストインターナショナル銀行イスラエル (First International Bank of Israel)
- ミズラヒ・テファホット銀行 (Bank Mizrahi-Tefahot)
- オツァル・ハハヤル銀行 (Bank Otsar Ha-Hayal)
- ユニオン銀行イスラエル (Union Bank of Israel)